# Чемпіонат світу з футболу 2010 (кваліфікація, КАФ, перший раунд)
Чемпіонат світу з футболу 2010 (кваліфікація, Африка, перший раунд) — перший етап відбіркового турніру в Африканській зоні до Чемпіонату світу 2010. Цей етап одночасно є відбірковим до Кубка африканських націй 2010.

## Формат
В першому раунді брали участь 10 національних збірних із найнижчим рейтингом (відповідно до рейтингу ФІФА) станом на липень 2007 року. 
Результати жеребкування:
- Мадагаскар v  Коморські Острови
- Сомалі v  Есватіні
- Сан-Томе і Принсіпі v  ЦАР
- Сьєрра-Леоне v  Гвінея-Бісау
- Сейшельські Острови v  Джибуті

Збірні Сан Томе і Принсипі та ЦАР знялись зі змагань. В результаті збірні Свазіленду та Сейшельських островів (команди із найвищим рейтингом серед десяти учасників першого раунду) брали участь із другого раунду кваліфікації, а збірні Джибуті та Сомалі зіграли матчі цього раунду між собою.
Переможця в протистоянні між збірними Джибуті та Сомалі визначали за результатами одного матчу, оскільки Сомалі не відповідало критеріям проведення матчів під  егідою ФІФА. Переможчі двох інших протистоянь визначались за сумою двох матчів.
Переможці здобули право брати участь у другому кваліфікаційному раунді

## Матчі
| 14.10.2007 14:30 UTC+3 |

| Мадагаскар                                                          | 6:2      | Коморські Острови          |
| ------------------------------------------------------------------- | -------- | -------------------------- |
| Андріантсіма 30' 40' 49' (пен.) 57' Ракотомандімбі 65' Царалаза 79' | Протокол | Мідтаді 6' Ібор 53' (пен.) |

| Антананаріво Глядачів: 7,754 Арбітр: Веллінгтон Каома (Замбія) |

| 17.10.2007 15:00 UTC+3 |

| Коморські Острови | 0:4      | Мадагаскар                                            |
| ----------------- | -------- | ----------------------------------------------------- |
|                   | Протокол | Номенджанахарай 38' 52' Ракотомандімбі 62' Робсон 74' |

| Мороні Глядачів: 1,610 Арбітр: Жером Дамон (Південна Африка) |

Збірна Мадагаскару виграла із загальним рахунком 10:2 і пробилась до другого раунду кваліфікації.
| 16.10.2007 16:00 UTC+3 |

| Джибуті   | 1:0      | Сомалі |
| --------- | -------- | ------ |
| Яссін 84' | Протокол |        |

| Джибуті Глядачів: 10,000 Арбітр: Халід Абдель Рахман (Судан) |

Збірна Джибуті пройшла до другого раунду. 
| 14.10.2007 16:30 UTC+0 |

| Сьєрра-Леоне | 1:0      | Гвінея-Бісау |
| ------------ | -------- | ------------ |
| Контех 15'   | Протокол |              |

| Фрітаун Глядачів: 25,000 Арбітр: Суле Мана (Нігерія) |

| 17.10.2007 16:30 UTC+0 |

| Гвінея-Бісау | 0:0    | Сьєрра-Леоне |
| ------------ | ------ | ------------ |
|              | Report |              |

| Бісау Глядачів: 12,000 Арбітр: Джозеф Одартей (Гана) |

Збірна Сьєрра-Леоне виграла із загальним рахунком 1:0 і пробилась до другого раунду кваліфікації.